# Afareu
Afareu, na mitologia grega, foi um rei da Messênia.

## Ancestrais
Afareu era filho de Gorgófona, filha de Perseu e Andrômeda, mas existem várias versões sobre quem seria seu pai.
Gorgófona se casou, virgem, com Perieres, filho de Éolo e Enarete, que tinha tomado posse da Messênia. Seus filhos foram Afareu, Leucipo, Tíndaro e Icário. Quando Perieres morreu, ela se casou em Ébalo, filho de Cinorta.
Em uma versão alternativa, atribuída a Estesícoro por Pseudo-Apolodoro, Perieres era filho de Cinorta, seus filhos com Gorgófona eram Tíndaro, Icário, Afareu e Leucipo.
Segundo Pausânias, os filhos de Gorgófona e Perieres, rei da Messênia e filho de Éolo foram Afareu e Leucipo, que herdaram o reino após a morte de Perieres. Ébalo, filho de Cinorta, tomou-a por esposa, e eles foram os pais de Tíndaro. Gorgófona foi a primeira mulher a casar duas vezes; antes dela, as mulheres que perdiam o marido permaneciam viúvas até o fim.

## Rei da Messênia
Após a morte de Perieres, Afareu e Leucipo se tornaram reis da Messênia, mas Afareu tinha a maior autoridade. Afareu fundou a cidade de Arene, nome da sua esposa, filha de Ébalo e meio-irmã por parte de mãe. Afareu recebeu em Arene vários refugiados, como Neleu, quando este foi expulso de Iolco por Pélias, e Lico, filho de Pandião, quando este foi expulso de Atenas por Egeu.
Lico revelou a Afareu e suas filhas os ritos da Grande Deusa.

## Descendentes
Teve dois (ou três) filhos, Idas, Linceu e Piso, com Arene, filha de Ébalo. Segundo algumas versões, Idas seria filho de Posidão. Idas e Linceu disputaram o amor de Hilaeira e Febe com Castor e Pólux, quando Castor foi morto.
Após a morte de Linceu, morto por Pólux, e Idas, por um raio, a casa de Afareu ficou sem descendentes masculinos, e o reino da Messênia passou para Nestor, filho de Neleu, exceto a parte controlada pelos filhos de Asclépio.